# Rögnvaldsson
Rögnvaldsson ist ein männlicher isländischer Name.

## Herkunft und Bedeutung
Der Name ist ein Patronym und bedeutet Rögnvaldurs Sohn. Die weibliche Entsprechung ist Rögnvaldsdóttir (Rögnvaldurs Tochter).

## Namensträger
- Eiríkur Rögnvaldsson (* 1955), isländischer Linguist
- Ólafur Rögnvaldsson († 1495), isländischer Bischof
- Pétur Rögnvaldsson (1934–2007), isländischer Leichtathlet und Schauspieler, siehe Peter Ronson